# 312 П'єретта
312 П'єре́тта (312 Pierretta) — астероїд головного поясу, відкритий 28 серпня 1891 року Огюстом Шарлуа у Ніцці.